# Klein Rheide
Klein Rheide (dolnoniem. Lütt Rei, duń. Lille Rejde) – miejscowość i gmina w Niemczech w kraju związkowym Szlezwik-Holsztyn, w powiecie Schleswig-Flensburg, wchodzi w skład  urzędu Kropp-Stapelholm.